# Ignitron

(1) Anode, (2) Kathode, (3) Zündelektrode (Ignitor), (4) Quecksilbersee, (5) Keramischer Isolator, (6) Kühlflüssigkeit

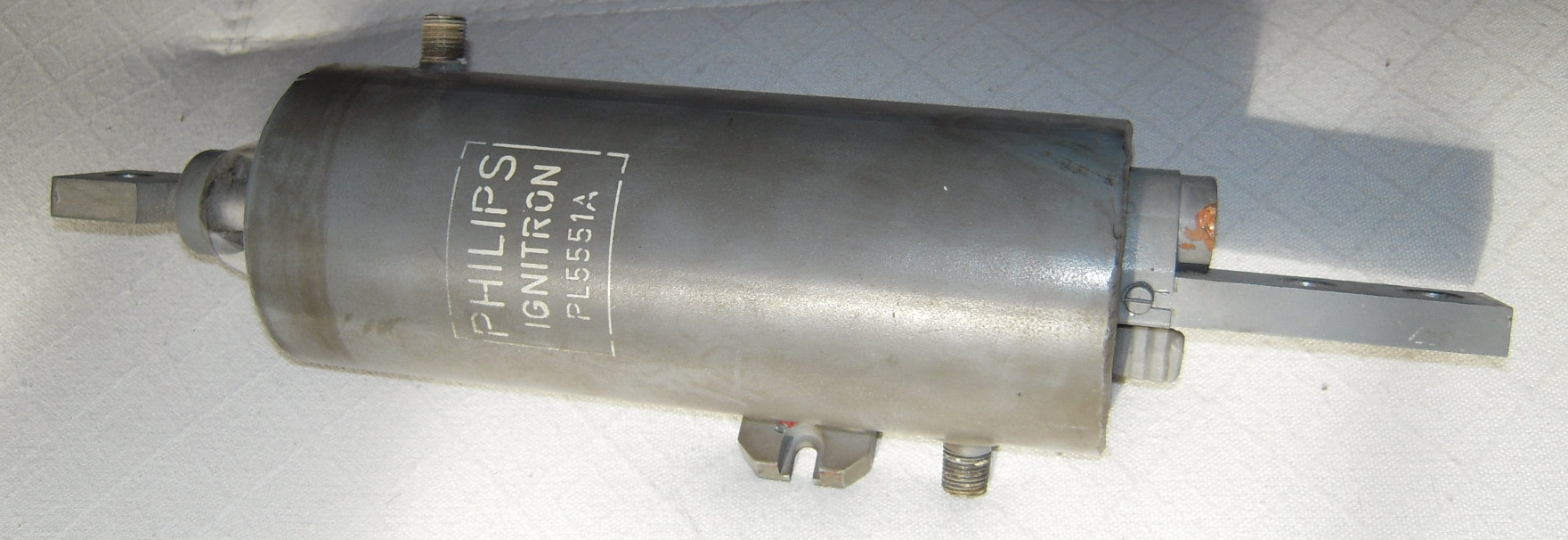
Philips Ignitron PL5551A, wassergekühlt, max. gesteuerte Leistung 600 kVA, max. Anodenspannung 1,5 kV, max. Impulsstrom 3400 A

Ignitron ist die Bezeichnung für einen über eine Zündelektrode steuerbaren Quecksilberdampfgleichrichter. Er wurde in den 1930er Jahren von Joseph Slepian bei der Westinghouse Electric Corporation entwickelt.
Im Vergleich zum verwandten Thyratron benötigt das Ignitron sehr hohe Zündströme, kann jedoch auch höhere Ströme führen bzw. steuern als dieses.
Das Ignitron besteht meist aus einem Metallbehälter, der im unteren Bereich mit Quecksilber gefüllt ist (Teichkathode). Dieser Metallbehälter stellt zugleich den Kathodenanschluss dar. Im oberen Bereich ist, durch einen Isolator vom Metallgefäß getrennt, die massive Anode aus Graphit eingelassen. Über eine Zündelektrode (Ignitor) im unteren Bereich kann im Inneren die Ionisierung des Quecksilberdampfes ausgelöst werden. Der Zündzeitpunkt kann dabei variabel sein, was eine einfache Regelung erlaubt. Ein Ignitron stellt damit einen in der Leistung einstellbaren Quecksilberdampfgleichrichter dar.
Wegen ihres speziellen Aufbaus können Ignitrone Ströme bis zu einigen 100.000 A gleichrichten und steuern und eigneten sich damit vor allem in Einsatzbereichen, in denen sehr hohe Gleichströme benötigt werden, etwa bei der Schmelzflusselektrolyse. Zur Steuerung von Wechselströmen werden 2 Ignitrone antiparallel geschaltet. Anwendung war z. B. das Widerstandsschweißen.
Ignitrone wurden bis in die 1960er Jahre zur Realisierung von Phasenanschnittsteuerungen bei Leistungsgleichrichtern verwendet. Sie sind heute in diesen Anwendungen durch Thyristoren vollständig ersetzt worden.
Weitere Anwendungen waren Impulsgeneratoren für die Magnetrons von Radargeräten und ist noch aktuell für die Magnetumformung.